# Dakota Staton
Dakota Staton, (Pittsburgh, 1930. június 3. – New York, 2007. április 10.) amerikai dzsesszénekesnő. Az 1957-es 4. számú slágerrel, a „The Late, Late Show”-val lett nemzetközileg is ismert. A muszlim Aliyah Rabia néven is ismert lett egy az iszlám hitre való áttérése után. Testvére a szaxofonos Fred Staton volt.

## Pályafutása
Staton gyermekkorában táncos és énekes számokat adott elő nővéreivel. A pittsburghi George Westinghouse High School-ba járt. A Filion School of Musicban tanult zenét, ahol a Kadets Szvingzenekar tagja volt. 1946-ban szerepelt a „Fantastic Rhythm” című műsorban, 1948-tól pedig rendszeresen játszott a „Hill District” dzsesszklubban a „Joe Wespray Orchestra”-val.
Az 1950-es években a közép-nyugati éjszakai klubokban turnézott szerepelt, hosszabb ideig a Detroit's Flame Show Bar-ban. Miközben énekelt a harlemi Baby Grand mulatóban, Dave Cavanaugh producer, a Capitol Recordstól hallotta őt, és számos kislemezt adott ki vele. Az 1954-ben debütáló kislemeze („What Do you know about Love?”), elnyerte a „legígéretesebbnek” járó elismerést. 1955-ben a „New Comer Awardor” nyert a Down Beat magazintól.
Dinah Washington követőjeként rhythm and bluest is énekelt Big Joe Turnerrel és Fats Dominoval.
1958-ban összeházasodott Talib Ahmad Dawud muszlim trombitással (Antigua és Barbuda), és áttért az iszlám hitre. Aktív tagja volt a „Muslim Brotherhood”-nak; akkoriban ez megártott karrierjének az amerikai nyilvánosság előtt.
Az 1950-es évek végén és az 1960-as évek elején számos sikeres albumot adott ki. 1965-ben Angliába költözött, sétahajókon és szállodákban énekelt. Az 1970-es évek elején visszatért hazájába és az 1990-es évekig énekesként szerepelt. Az 1970-es évek elején visszatért hazájába és az 1990-es évekig énekesként szerepelt. Paula Hampton és a Cobi Narita által szervezett éves női dzsesszfesztiválokon lépett fel. Rendszertelen időközökben publikált, 1999-ben például az „A Packet of Love Letters”-ben.

## Albumok
- The Late, Late Show (1957)
- Dynamic! (1958)
- In the Night with George Shearing (1958)
- Time to Swing (1959)
- More Than the Most (1959)
- Crazy He Calls Me (1959)
- Sings Ballads and the Blues (1960)
- Softly (1960)
- Dakota (1960)
- 'Round Midnight (1961)
- Dakota at Storyville (1962)
- From Dakota with Love (1962)
- Live and Swinging (1964)
- Dakota Staton with Strings (1964)
- Dakota '67 (1966)
- I've Been There (1970)
- Madame Foo-Foo (1972)
- I Want a Country Man (1973)
- Ms. Soul (1974)
- Uniquely Dakota (1983)
- No Man Is Going to Change Me (1985)
- Dakota Staton with Manny Albam (1990)
- Dakota Staton (1991)
- Moonglow (1991)
- Darling Please Save Your Love for Me (1992)
- Isn't This a Lovely Day (1995)
- Congratulations (1999)
- A Packet of Love Letters (1999)
- Congratulations to Someone (2002)
- Live at Milestones (2007)

## Fordítás
Ez a szócikk részben vagy egészben  a   Dakota Staton című német Wikipédia-szócikk ezen változatának fordításán alapul.  Az eredeti cikk szerkesztőit annak laptörténete sorolja fel. Ez a jelzés csupán a megfogalmazás eredetét és a szerzői jogokat jelzi, nem szolgál a cikkben szereplő információk forrásmegjelöléseként.